# مفتاح صول (مسلسل)
مفتاح صول، مسلسل تلفزيوني خليجي من إنتاج 2021، من تأليف سحاب، إخراج: محمد كاظم، إنتاج: مؤسسة نبراس الخليج للإنتاج الفني.

## طاقم العمل
زهرة عرفات ،عبدالله التركماني، شهاب جوهر ،في الشرقاوي ،هنادي الكندري، غادة الزدجالي ، محمد الحداد ، كفاح الرجيب ، راندا حجاج.

## القصة
في إطار درامي اجتماعي كوميدي، تتعرض أسرة لسوء حظ ما يجعل الأب يغادر البيت تاركا زوجته وبناته الأربعة، وما زالت الأسرة تعيش مزيدا من التعاسة وسوء الحظ، إلى أن تظهر فتاة مجهولة وتدخل وسط تلك العائلة لتكون سببا في حل كل المشاكل.